# Rhombendach

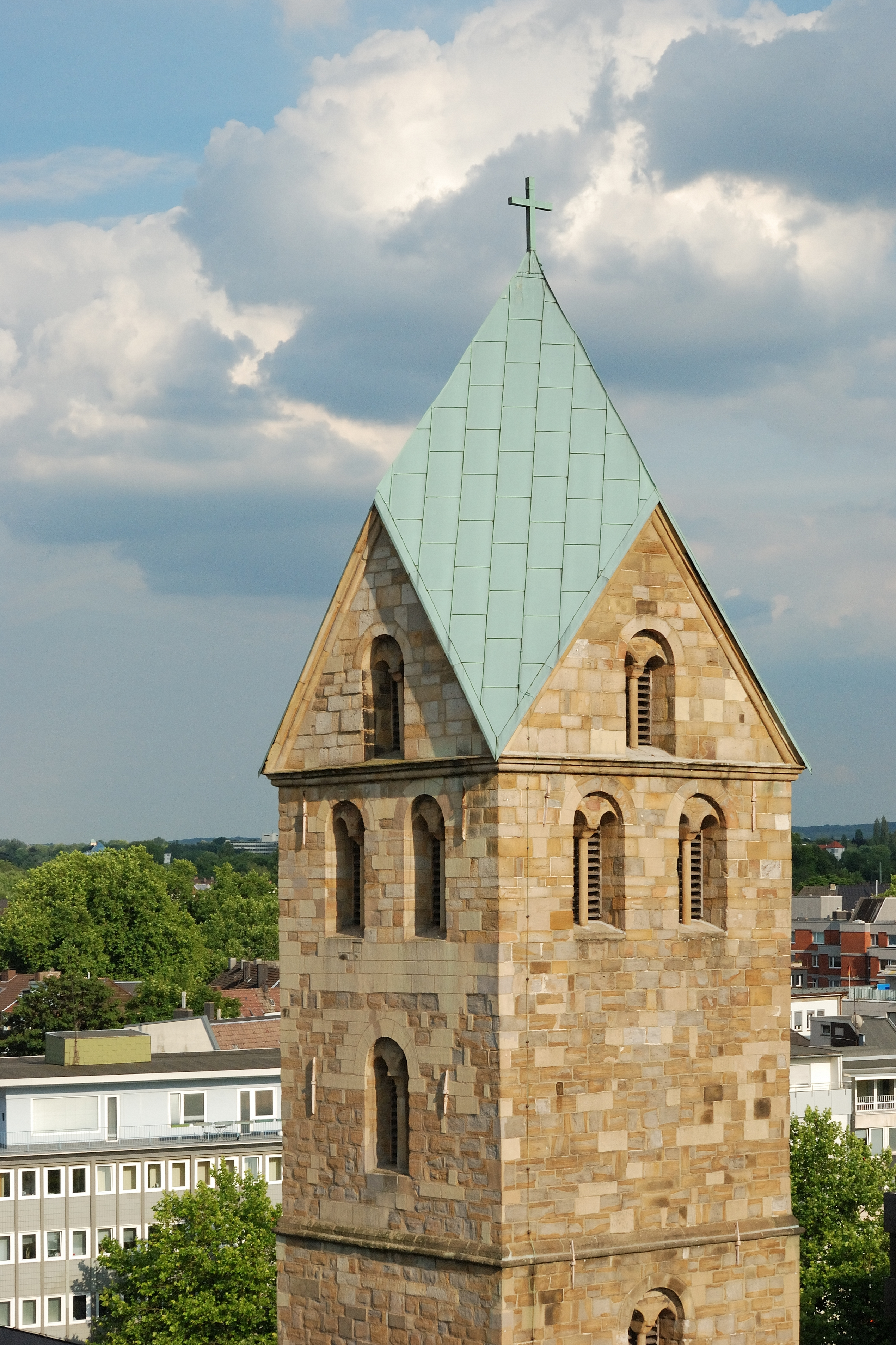
Rhombendach auf dem Kirchturm der Marienkirche in Dortmund

Ein Rhombendach, auch Rautendach, romanisches Turmdach  und Bischofsmütze genannt, ist ein Turmdach auf einem quadratischen oder polygonalen Grundriss, bestehend aus vier rhomben- oder rautenförmigen Dachflächen und gleichseitigen Giebeldreiecken als Wandabschluss.
Das Rhombendach sitzt auf einem Gebäude mit quadratischem Grundriss im Verhältnis Dachhöhe zur Giebelwandhöhe 2:1 auf. Die vier gegenüber den vier Giebeln um 45° versetzten Rauten stoßen mit ihren oberen Spitzen und den daran anliegenden acht Seiten aneinander und bilden so die Dachspitze (meist mit Dachkugel, Wetterhahn, Dachkreuz oder Fahnenstange abgeschlossen) und die vier Dachgrate (Dachkanten), die von der Dachspitze zu den vier jeweiligen Giebelspitzen verlaufen. Die vier unteren Rautenspitzen liegen auf den vier Mauerecken zwischen je zwei über Eck liegenden Giebeln auf (Dachtraufe), die acht unteren Rautenseiten auf den acht Giebelseiten.
Eingesetzt wurde die Form hauptsächlich bei Turmhelmen von Sakralbauten. Rhombendächer waren aus einer Holzbalkenkonstruktion mit Schiefer bedeckt ausgeführt. Wie Zeltdach und Kegeldach besitzen Rhombendächer im Gegensatz zum Faltdach keine Kehlen (Innenwinkel) zwischen den aneinanderstoßenden Dachflächen.